# Тарґоне
Тарґоне (пол. Targonie) — село в Польщі, у гміні Реґімін Цехановського повіту Мазовецького воєводства.
Населення — 233 особи (2011).
У 1975-1998 роках село належало до Цехановського воєводства.

## Демографія
Демографічна структура станом на 31 березня 2011 року:
|          | Загалом | Допрацездатний вік | Працездатний вік | Постпрацездатний вік |
| -------- | ------- | ------------------ | ---------------- | -------------------- |
| Чоловіки | 116     | 28                 | 75               | 13                   |
| Жінки    | 117     | 26                 | 58               | 33                   |
| Разом    | 233     | 54                 | 133              | 46                   |